# 日本の同一駅名・同一市町村で所在地が異なる駅の一覧
日本の同一駅名・同一市町村で所在地が異なる駅の一覧（にほんのどういつえきめい・どういつしちょうそんでしょざいちがことなるえきのいちらん）は、日本国内の同一駅名の駅で、同一市町村または特別区にあり、かつ所在地が異なる鉄道駅および路面電車停留場の一覧である。

## 凡例
- 事業者ごとに登記上の住所が異なるケースは多数存在するが、ここでは特にウィキペディア日本語版で別記事となっているものについて扱う。
- 表中「駅名」欄の駅名は曖昧さ回避ページに、各事業者名は事業者別の駅記事ページに、それぞれリンクしている。
- 一部でも駅名が異なる場合（三ノ宮駅と三宮駅など）は記載しない。
- 同一駅名でも同時期に存在していなかった場合（国鉄の西広島駅と広島電鉄の西広島駅など）は記載しない。
- 事業者名は、現行名称（廃駅や改称済みの駅に関しては廃止または改称直前）を基準とし、開業当初の名称とは異なる場合がある。

## 北海道地方
| 駅名   | 先に開業した側の事業者名 | 後に開業した側の事業者名 | 備考 |
| ------ | ------------------------ | ------------------------ | ---- |
| 琴似駅 | JR北海道                 | 札幌市交通局             |      |
| 白石駅 | JR北海道                 | 札幌市交通局             |      |

## 東北地方
| 駅名   | 先に開業した側の事業者名 | 後に開業した側の事業者名 | 備考 |
| ------ | ------------------------ | ------------------------ | ---- |
| 石川駅 | JR東日本                 | 弘南鉄道                 |      |

## 関東地方
| 駅名     | 先に開業した側の事業者名           | 後に開業した側の事業者名 | 備考 |
| -------- | ---------------------------------- | ------------------------ | ---- |
| 浅草駅   | 東武鉄道・東京地下鉄・東京都交通局 | 首都圏新都市鉄道         |      |
| 早稲田駅 | 東京都交通局（路面電車停留場）     | 東京地下鉄               |      |
| 弘明寺駅 | 京浜急行電鉄                       | 横浜市交通局             |      |

## 中部地方
| 駅名     | 先に開業した側の事業者名 | 後に開業した側の事業者名 | 備考                                         |
| -------- | ------------------------ | ------------------------ | -------------------------------------------- |
| 堀田駅   | 名古屋鉄道               | 名古屋市交通局           |                                              |
| 春日井駅 | JR東海                   | 名古屋鉄道               | 駅名としては名鉄が先、JRは鳥居松駅からの改称 |
| 味美駅   | 名古屋鉄道               | JR東海交通事業           |                                              |
| 草薙駅   | 静岡鉄道                 | JR東海                   |                                              |
| 野々市駅 | 北陸鉄道                 | IRいしかわ鉄道           |                                              |

## 近畿地方
| 駅名       | 先に開業した側の事業者名 | 後に開業した側の事業者名 | 備考                                             |
| ---------- | ------------------------ | ------------------------ | ------------------------------------------------ |
| 十条駅     | 近畿日本鉄道             | 京都市交通局             |                                                  |
| 嵐山駅     | 京福電気鉄道             | 阪急電鉄                 | 京福の駅は右京区、阪急の駅は西京区に所在         |
| 木幡駅     | JR西日本                 | 京阪電気鉄道             |                                                  |
| 黄檗駅     | 京阪電気鉄道             | JR西日本                 |                                                  |
| 宇治駅     | JR西日本                 | 京阪電気鉄道             |                                                  |
| 吹田駅     | JR西日本                 | 阪急電鉄                 |                                                  |
| 中津駅     | 阪急電鉄                 | Osaka Metro              |                                                  |
| 大阪梅田駅 | 阪神電気鉄道             | 阪急電鉄                 | 現行駅名への改称は同時                           |
| 福島駅     | JR西日本                 | 阪神電気鉄道             |                                                  |
| 野田駅     | JR西日本                 | 阪神電気鉄道             |                                                  |
| 今里駅     | 近畿日本鉄道             | Osaka Metro              | 近鉄の駅は生野区、Osaka Metroの駅は東成区に所在  |
| 難波駅     | 南海電気鉄道             | Osaka Metro              | 旅客案内上は共に「なんば」表記                   |
| 平野駅     | JR西日本                 | Osaka Metro              |                                                  |
| 尼崎駅     | JR西日本                 | 阪神電気鉄道             | 駅名としては阪神が先、JRは神崎駅からの改称       |
| 塚口駅     | JR西日本                 | 阪急電鉄                 |                                                  |
| 伊丹駅     | JR西日本                 | 阪急電鉄                 |                                                  |
| 西宮駅     | JR西日本                 | 阪神電気鉄道             | 駅名としては阪神が先、JRは西ノ宮駅からの改称     |
| 芦屋駅     | 阪神電気鉄道             | JR西日本                 |                                                  |
| 住吉駅     | JR西日本・神戸新交通     | 阪神電気鉄道             |                                                  |
| 御影駅     | 阪神電気鉄道             | 阪急電鉄                 |                                                  |
| 春日野道駅 | 阪神電気鉄道             | 阪急電鉄                 |                                                  |
| 神戸三宮駅 | 阪神電気鉄道             | 阪急電鉄                 | 駅名としては阪急が先（いずれも三宮駅からの改称） |
| 三宮駅     | 神戸新交通               | 神戸市交通局             |                                                  |
| 長田駅     | 神戸電鉄                 | 神戸市交通局             |                                                  |
| 市場駅     | JR西日本                 | 神戸電鉄                 |                                                  |

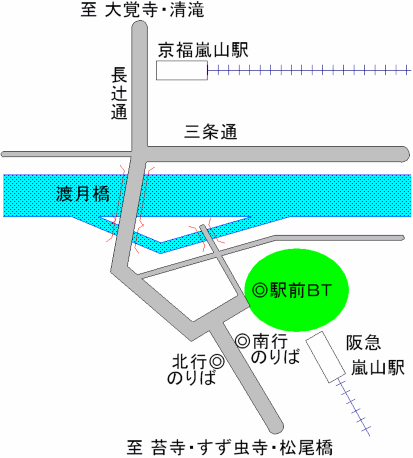
2つの嵐山駅
大阪府大阪市福島区の福島駅・野田駅の位置

## 中国地方
| 駅名   | 先に開業した側の事業者名   | 後に開業した側の事業者名 | 備考 |
| ------ | -------------------------- | ------------------------ | ---- |
| 白島駅 | 広島電鉄（路面電車停留場） | 広島高速交通             |      |
| 本通駅 | 広島電鉄（路面電車停留場） | 広島高速交通             |      |

## 四国地方
| 駅名   | 先に開業した側の事業者名       | 後に開業した側の事業者名 | 備考 |
| ------ | ------------------------------ | ------------------------ | ---- |
| 朝倉駅 | とさでん交通（路面電車停留場） | JR四国                   |      |
| 枝川駅 | とさでん交通（路面電車停留場） | JR四国                   |      |
| 伊野駅 | とさでん交通（路面電車停留場） | JR四国                   |      |

## 九州地方
| 駅名   | 先に開業した側の事業者名         | 後に開業した側の事業者名 | 備考 |
| ------ | -------------------------------- | ------------------------ | ---- |
| 城野駅 | JR九州                           | 北九州高速鉄道           |      |
| 志井駅 | JR九州                           | 北九州高速鉄道           |      |
| 郡元駅 | 鹿児島市交通局（路面電車停留場） | JR九州                   |      |
| 谷山駅 | 鹿児島市交通局（路面電車停留場） | JR九州                   |      |

## 過去に存在した同一駅名・同一市町村で所在地が異なる駅

### 北海道地方
| 駅名     | 現存する側の事業者名 | 以前に存在した側の事業者名 | 詳細             | 同一駅名を解消した日付 |
| -------- | -------------------- | -------------------------- | ---------------- | ---------------------- |
| 帯広駅   | JR北海道             | JR貨物                     | 帯広貨物駅へ改称 | 2011年3月12日          |
| 東札幌駅 | 札幌市交通局         | 日本国有鉄道               | 駅廃止           | 1986年11月1日          |

### 東北地方
| 駅名   | 現存する側の事業者名 | 以前に存在した側の事業者名     | 詳細   | 同一駅名を解消した日付 |
| ------ | -------------------- | ------------------------------ | ------ | ---------------------- |
| 土崎駅 | JR東日本             | 秋田市交通局（路面電車停留場） | 駅廃止 | 1966年3月31日          |

### 関東地方
| 駅名     | 現存する側の事業者名 | 以前に存在した側の事業者名 | 詳細                                  | 同一駅名を解消した日付 |
| -------- | -------------------- | -------------------------- | ------------------------------------- | ---------------------- |
| 蒲田駅   | JR東日本・東急電鉄   | 京浜電気鉄道               | 京浜蒲田駅へ改称 （現在の京急蒲田駅） | 1925年11月1日          |
| 川崎駅   | JR東日本             | 京浜電気鉄道               | 京浜川崎駅へ改称 （現在の京急川崎駅） | 1925年11月1日          |
| 鶴見駅   | JR東日本             | 京浜電気鉄道               | 京浜鶴見駅へ改称 （現在の京急鶴見駅） | 1925年11月1日          |
| 船橋駅   | JR東日本・東武鉄道   | 京成電気軌道               | 京成船橋駅へ改称                      | 1931年11月18日         |
| 津田沼駅 | JR東日本             | 京成電気軌道               | 京成津田沼駅へ改称                    | 1931年11月18日         |
| 幕張駅   | JR東日本             | 京成電気軌道               | 京成幕張駅へ改称                      | 1931年11月18日         |
| 稲毛駅   | JR東日本             | 京成電気軌道               | 京成稲毛駅へ改称                      | 1931年11月18日         |
| 千葉駅   | JR東日本             | 京成電気軌道               | 京成千葉駅へ改称 （現在の千葉中央駅） | 1931年11月18日         |
| 酒々井駅 | JR東日本             | 京成電気軌道               | 京成酒々井駅へ改称                    | 1931年11月18日         |
| 成田駅   | JR東日本             | 京成電気軌道               | 京成成田駅へ改称                      | 1931年11月18日         |

### 中部地方
| 駅名       | 現存する側の事業者名 | 以前に存在した側の事業者名 | 詳細               | 同一駅名を解消した日付 |
| ---------- | -------------------- | -------------------------- | ------------------ | ---------------------- |
| 宇奈月駅   | 黒部峡谷鉄道         | 富山地方鉄道               | 宇奈月温泉駅へ改称 | 1971年8月1日           |
| 名古屋港駅 | 名古屋市交通局       | JR貨物                     | 駅廃止             | 2024年4月1日           |

### 近畿地方
| 駅名     | 現存する側の事業者名    | 以前に存在した側の事業者名     | 詳細                                          | 同一駅名を解消した日付 |
| -------- | ----------------------- | ------------------------------ | --------------------------------------------- | ---------------------- |
| 三井寺駅 | 京阪電気鉄道            | 江若鉄道                       | 三井寺下駅へ改称（のち廃止）                  | 1925年9月              |
| 稲荷駅   | JR西日本                | 京阪電気鉄道                   | 稲荷神社前駅へ改称 （現在の伏見稲荷駅）       | 1935年12月25日         |
| 稲荷駅   | JR西日本                | 京都市交通局（路面電車停留場） | 駅廃止                                        | 1970年4月1日           |
| 太秦駅   | JR西日本                | 京福電気鉄道                   | 太秦広隆寺駅へ改称                            | 2007年3月19日          |
| 五条駅   | 京都市交通局            | 京阪電気鉄道                   | 清水五条駅へ改称                              | 2008年10月19日         |
| 四条駅   | 京都市交通局            | 京阪電気鉄道                   | 祇園四条駅へ改称                              | 2008年10月19日         |
| 丹波橋駅 | 京阪電気鉄道            | 京都市交通局（路面電車停留場） | 駅廃止                                        | 1970年4月1日           |
| 伏見駅   | 鉄道省                  | 京阪電気鉄道                   | 伏見桃山駅へ改称                              | 1915年11月11日         |
| 丸太町駅 | 京都市交通局            | 京阪電気鉄道                   | 神宮丸太町駅へ改称                            | 2008年10月19日         |
| 桃山駅   | JR西日本                | 京阪電気鉄道                   | 丹波橋駅へ改称                                | 1913年7月29日          |
| 茨木駅   | JR西日本                | 大阪高速鉄道                   | 宇野辺駅へ改称                                | 1997年4月1日           |
| 守口駅   | 京阪電気鉄道            | 大阪市交通局（路面電車停留場） | 駅廃止                                        | 1969年4月1日           |
| 関目駅   | 京阪電気鉄道            | 大阪市交通局                   | 関目高殿駅へ改称                              | 1997年8月29日          |
| 梅田駅   | Osaka Metro             | JR貨物                         | 駅廃止                                        | 2013年4月1日           |
| 梅田駅   | Osaka Metro             | 阪神電気鉄道                   | 大阪梅田駅へ改称                              | 2019年10月1日          |
| 梅田駅   | Osaka Metro             | 阪急電鉄                       | 大阪梅田駅へ改称                              | 2019年10月1日          |
| 淀川駅   | 阪神電気鉄道            | 日本国有鉄道                   | 駅廃止                                        | 1982年11月15日         |
| 平野駅   | JR西日本                | 南海電気鉄道（路面電車停留場） | 駅廃止                                        | 1980年11月28日         |
| 平野駅   | Osaka Metro             | 南海電気鉄道（路面電車停留場） | 駅廃止                                        | 1980年11月28日         |
| 玉出駅   | Osaka Metro             | 南海電気鉄道                   | 岸ノ里駅と統合され岸里玉出駅へ改称            | 1993年4月18日          |
| 大阪港駅 | Osaka Metro             | 日本国有鉄道                   | 駅廃止                                        | 1984年2月1日           |
| 八尾駅   | JR西日本                | 大阪電気軌道                   | 大軌八尾駅へ改称 （現在の近鉄八尾駅）         | 1928年8月              |
| 西灘駅   | 阪神電気鉄道            | 阪急電鉄                       | 王子公園駅へ改称                              | 1984年6月1日           |
| 三宮駅   | 神戸新交通 神戸市交通局 | 阪急電鉄                       | 神戸三宮駅へ改称                              | 2013年12月21日         |
| 三宮駅   | 神戸新交通 神戸市交通局 | 阪神電気鉄道                   | 神戸三宮駅へ改称                              | 2014年4月1日           |
| 神戸駅   | JR西日本                | 阪神電気鉄道                   | 三宮駅へ改称 （後に両社とも神戸三宮駅へ改称） | 1936年3月18日          |
| 神戸駅   | JR西日本                | 阪急電鉄                       | 三宮駅へ改称 （後に両社とも神戸三宮駅へ改称） | 1968年4月7日           |
| 湊川駅   | 神戸電鉄                | 日本国有鉄道                   | 駅廃止                                        | 1985年3月14日          |
| 長田駅   | 神戸電鉄                | 山陽電気鉄道                   | 駅廃止                                        | 1968年4月7日           |
| 長田駅   | 神戸電鉄                | 神戸市交通局（路面電車停留場） | 駅廃止                                        | 1970年3月15日          |
| 三木駅   | 神戸電鉄                | 三木鉄道                       | 駅廃止                                        | 2008年4月1日           |
| 下田駅   | JR西日本                | 近畿日本鉄道                   | 近畿日本下田駅へ改称 （現在の近鉄下田駅）     | 1944年6月1日           |
| 郡山駅   | JR西日本                | 大阪電気軌道                   | 大軌郡山駅へ改称 （現在の近鉄郡山駅）         | 1928年8月              |
| 高田駅   | JR西日本                | 大阪電気軌道                   | 大軌高田駅へ改称 （現在の大和高田駅）         | 1928年8月              |
| 奈良駅   | JR西日本                | 大阪電気軌道                   | 大軌奈良駅へ改称 （現在の近鉄奈良駅）         | 1928年8月              |

### 中国地方
| 駅名   | 現存する側の事業者名       | 以前に存在した側の事業者名 | 詳細           | 同一駅名を解消した日付 |
| ------ | -------------------------- | -------------------------- | -------------- | ---------------------- |
| 児島駅 | JR西日本・JR四国           | 下津井電鉄                 | 駅廃止         | 1991年1月1日           |
| 宇品駅 | 広島電鉄（路面電車停留場） | 日本国有鉄道               | 駅廃止         | 1972年4月1日           |
| 己斐駅 | 広島電鉄（路面電車停留場） | 日本国有鉄道               | 西広島駅へ改称 | 1969年10月1日          |

### 九州地方
| 駅名     | 現存する側の事業者名     | 以前に存在した側の事業者名     | 詳細                                      | 同一駅名を解消した日付 |
| -------- | ------------------------ | ------------------------------ | ----------------------------------------- | ---------------------- |
| 門司駅   | JR九州                   | 西日本鉄道（路面電車停留場）   | 駅廃止                                    | 1985年10月20日         |
| 小倉駅   | JR西日本・JR九州         | 北九州高速鉄道                 | 平和通駅へ改称                            | 1998年4月1日           |
| 城野駅   | JR九州                   | 西日本鉄道（路面電車停留場）   | 駅廃止                                    | 1980年11月2日          |
| 戸畑駅   | JR九州                   | 西日本鉄道                     | 駅廃止                                    | 1985年10月20日         |
| 西新駅   | 日本国有鉄道（後に廃止） | 西日本鉄道（路面電車停留場）   | 駅廃止                                    | 1975年11月1日          |
| 西新駅   | 福岡市地下鉄             | 日本国有鉄道                   | 駅廃止                                    | 1983年3月22日          |
| 雑餉隈駅 | 日本国有鉄道             | 九州鉄道（2代）                | 九鉄雑餉隈駅へ改称 （現在の雑餉隈駅）     | 1940年頃               |
| 白木原駅 | 西日本鉄道               | JR九州                         | 大野城駅へ改称                            | 1989年3月11日          |
| 二日市駅 | JR九州                   | 九州鉄道（2代）                | 九鉄二日市駅へ改称 （現在の西鉄二日市駅） | 1940年頃               |
| 久留米駅 | JR九州                   | 九州鉄道（2代）                | 九鉄久留米駅へ改称 （現在の西鉄久留米駅） | 1940年頃               |
| 銀水駅   | JR九州                   | 九州鉄道（2代）                | 九鉄銀水駅へ改称 （現在の西鉄銀水駅）     | 1940年頃               |
| 浦上駅   | JR九州                   | 長崎電気軌道（路面電車停留場） | 駅廃止                                    | 1947年5月              |

## その他の類例

### 同一由来で自治体が異なる同名駅
| 駅名     | 先に開業した側の事業者名        | 後に開業した側の事業者名          | 備考                                               |
| -------- | ------------------------------- | --------------------------------- | -------------------------------------------------- |
| 六地蔵駅 | 京阪電気鉄道 （京都市伏見区）   | JR西日本・京都市交通局 （宇治市） |                                                    |
| 足柄駅   | 小田急電鉄 （神奈川県小田原市） | JR東海 （静岡県小山町）           | 駅としての開業基準。信号場時代を含めるとJR東海が先 |

### 同じ都道府県内だが異なる自治体にある同名駅
- 平岸駅（北海道）
- 黒沢駅（秋田県）
- 泉駅（福島県）
- 小杉駅（富山県）
- 下島駅（長野県）
- 明智駅（岐阜県）
- 柚木駅（静岡県）
- 植田駅（愛知県）
- 日比野駅（愛知県）
- 船津駅（三重県）
- 高井田駅（大阪府）